# Bogdan Dotschew
Bogdan Dotschew (bulgarisch Богдан Дочев; * 26. Juni 1936 in Warna; † 29. Mai 2017) war ein bulgarischer Fußballspieler und -schiedsrichter.

## Sportlicher Werdegang
Dotschew spielte für Tscherno More Warna, Spartak Warna, Vatev Beloslav, Lewski Sofia und Athlet Kremikowzi. In seiner Zeit bei Lewski Sofia zwischen 1961 und 1964 erzielte der Stürmer in 30 Meisterschaftsspielen vier Tore.
Anfang der 1970er Jahre begann Dotschew seine Schiedsrichterkarriere, ab 1977 leitete er international Spiele. Bei den Weltmeisterschaftsturnieren 1982 und 1986 gehörte er zu den von der FIFA nominierten Schiedsrichtern, dabei leitete er jeweils eine Endrundenpartie. Zudem kam er bei den Turnieren als Linienrichter zum Einsatz, wobei jeweils Spiele mit seiner Beteiligung in die Annalen der Fußballgeschichte eingingen. Das WM-Spiel Brasilien-Italien 1982 gilt nicht zuletzt aufgrund des hin-und-her wogenden Spielverlaufs und der Bedeutung für den Ausgang des Turniers und auf die taktische Spielweise als eines der besten der Geschichte der Weltmeisterschaften. Vier Jahre später erlangte das Aufeinandertreffen Argentiniens und Englands wegen zweier Spielsituationen Berühmtheit. Beim 2:1-Erfolg der Südamerikaner war dem später zum WM-Tor des Jahrhunderts gewählten Treffer Diego Maradonas dessen irregulärer Treffer zum 1:0-Zwischenstand vorausgegangen, als die „Hand Gottes“ den Ball ins Tor bugsierte. Linienrichter Dotschew gab dabei dem Schiedsrichter Ali Bin Nasser kein Signal ob des Handspiels Maradonas.
Sein wohl wichtigstes Spiel auf internationaler Ebene erlebte Dotschew 1983, als er das Finalhinspiel um den UEFA-Pokal 1982/83 zwischen dem RSC Anderlecht und Benfica Lissabon leitete. Bis 1987 war er als Schiedsrichter tätig, für seine Dienste erhielt er das goldene Abzeichen der FIFA.